# Keith Weller
Keith Weller (11. června 1946, Islington – 13. listopadu 2004, Seattle) byl anglický fotbalový záložník. Po skončení aktivní kariéry působil jako trenér.

## Fotbalová kariéra
Ve anglické nejvyšší soutěži hrál za Tottenham Hotspur FC, Chelsea FC a Leicester City FC. Nastoupil ve 304 utkáních a dal 49 gólů. Dále hrál v Football League Second Division za Millwall FC. V roce 1967 vyhrál s Tottenhamem Anglický pohár. V Poháru vítězů poháru nastoupil v 9 utkáních a dal 1 gól. V roce 1971 vyhrál s Chelsea Pohár vítězů pohárů. Za anglickou fotbalovou reprezentaci nastoupil v letech 1973-1974 ve 4 utkáních a dal 1 gól. Kariéru končil v amerických soutěžích v týmech New England Tea Men, Fort Lauderdale Strikers, Tulsa Roughnecks a Fort Lauderdale Sun.

## Ligová bilance
| Ročník                                  | Zápasy | Góly | Klub                 |
| --------------------------------------- | ------ | ---- | -------------------- |
| Football League First Division 1964/65  | 6      | 0    | Tottenham Hotspur FC |
| Football League First Division 1965/66  | 5      | 1    | Tottenham Hotspur FC |
| Football League First Division 1966/67  | 10     | 0    | Tottenham Hotspur FC |
| Football League Second Division 1967/68 | 41     | 14   | Millwall FC          |
| Football League Second Division 1968/69 | 40     | 16   | Millwall FC          |
| Football League Second Division 1969/70 | 40     | 10   | Millwall FC          |
| Football League First Division 1970/71  | 36     | 13   | Chelsea FC           |
| Football League First Division 1971/72  | 2      | 1    | Chelsea FC           |
| Football League First Division 1971/72  | 32     | 5    | Leicester City FC    |
| Football League First Division 1972/73  | 39     | 8    | Leicester City FC    |
| Football League First Division 1973/74  | 42     | 7    | Leicester City FC    |
| Football League First Division 1974/75  | 40     | 3    | Leicester City FC    |
| Football League First Division 1975/76  | 39     | 7    | Leicester City FC    |
| Football League First Division 1976/77  | 30     | 4    | Leicester City FC    |
| Football League First Division 1977/78  | 24     | 0    | Leicester City FC    |
| Football League Second Division 1978/79 | 16     | 3    | Leicester City FC    |
| CELKEM Football League First Division   | 304    | 49   |                      |